# Castelo de Varax (Marcilly-d'Azergues)

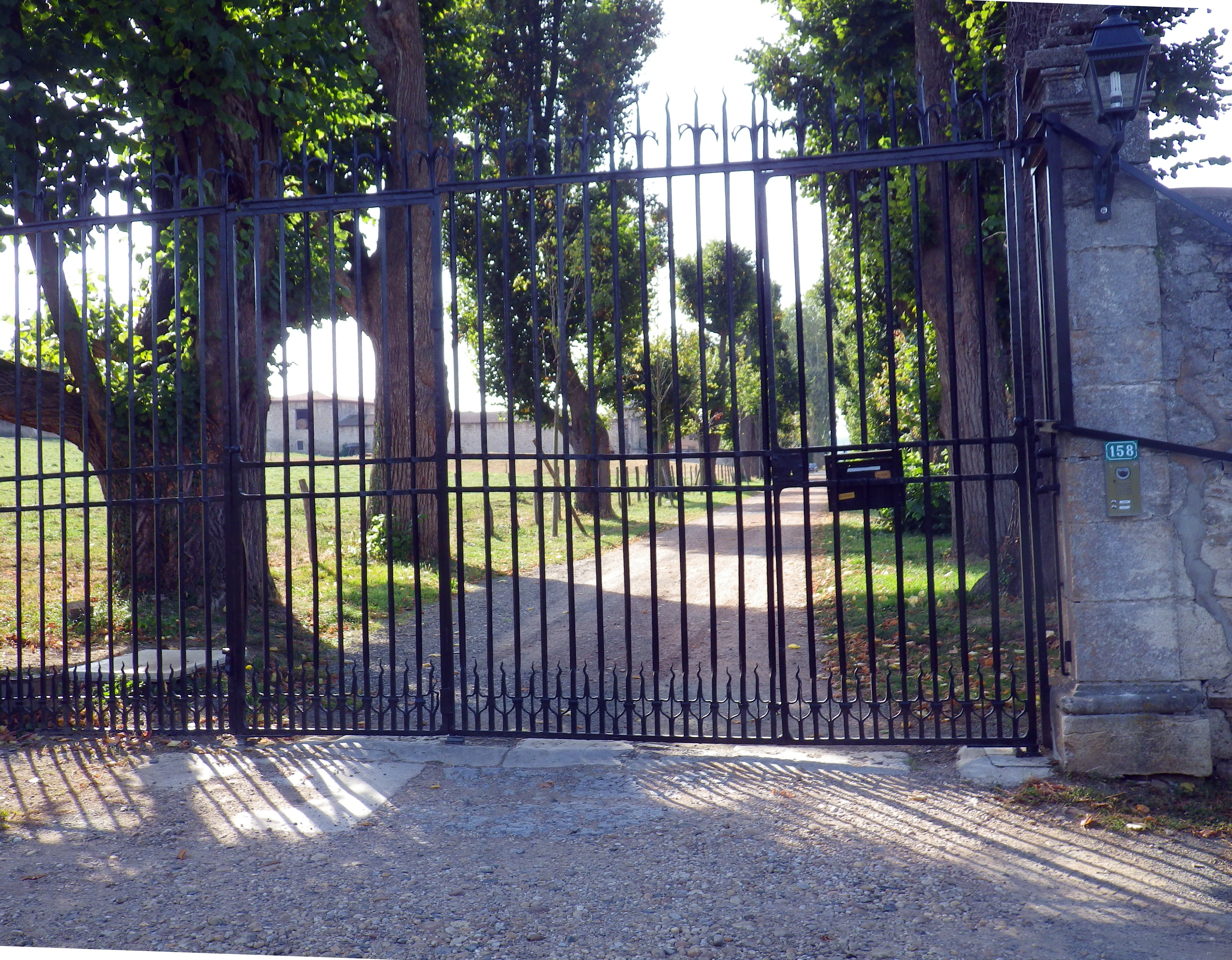
Château de Varax

O Château de Varax é um château em Marcilly-d'Azergues, Rhône, na França. Foi construído nos séculos XVII e XVIII. Está listado como um monumento histórico oficial desde 26 de dezembro de 2012.